# Hrkovce
Hrkovce es un municipio del distrito de Levice en la región de Nitra, Eslovaquia, con una población estimada a final del año 2024 de 280 habitantes.
Se encuentra ubicado al este de la región, cerca de los ríos Ipoly y Hron (ambos, afluentes izquierdos del Danubio) y de la frontera con la región de Banská Bystrica.

## Demografía
| Año        | 1994 | 2004 | 2014     | 2024    |
| ---------- | ---- | ---- | -------- | ------- |
| Población  | 0    | 321  | 285      | 280     |
| Diferencia |      | –    | −11,21 % | −1,75 % |

| Año        | 2023 | 2024    |
| ---------- | ---- | ------- |
| Población  | 289  | 280     |
| Diferencia |      | −3,11 % |